# Фрауенфелд
 Тази статия е за града в Швейцария.  За окръга вижте Фрауенфелд (окръг).  
Фра̀уенфелд (на немски: Frauenfeld) е град в Северна Швейцария, столица на кантона Тургау.

## География
Град Фрауенфелд е разположен на река Мург в кантон Тургау. Той е главен административен център на едноименния окръг Фрауенфелд. На север разстоянието до границата на Германия е около 30 km, а на югозапад до най-близкия голям град Винтертур е около 10 km. На около 20 km след Винтертур също в югозападна посока е град Цюрих. От германската граница по маршрута Фрауенфелд, Винтертур и до Цюрих се пътува по магистрален път №7. Население 22 665 жители от преброяването към 31 декември 2008 г.

## История
Най-ранните следи от обитаване на територията на днешния град са открити погребения от латенската култура. От римската епоха са известни останки от няколко вили. През XI-XII в. се образуват няколко селца, а в началото на XIII в. е построена укрепена кула, около която се формира днешното селище, чиито земи първоначално са владение на абатството на Райхенау.
Първото писмено споменаване на Фрауенфелд е от 1246 г., когато в селото живеят рицари, свързани с абатството. През 1286 г., когато за пръв път се споменава като град, селището вече е част от владенията на Хабсбургите. През XIV в. градът става административен център на техните владения в днешните кантони Тургау и Санкт Гален. През 1415 – 1442 г. Фрауенфелд е под прякото управление на Свещената римска империя, след това е върнат на Хабсбургите, а през 1460 г. е завладян от Швейцария.
В рамките на Швейцария Фрауенфелд запазва статута си на център на Тургау, като сега областта е управлявана от конфедералното правителство. В началото на XVI в. повечето жители приемат протестантството, но в града остава и малка, но влиятелна католическа общност. През XVIII в. градът преживява период на разцвет, като след 1712 г. Съветът на Конфедерацията заседава или във Фрауенфелд, или в Баден, а след 1742 г. – само във Фрауенфелд. През 1771 и 1788 г. градът е тежко засегнат от пожари, така че повечето днешни сгради са строени след това.
След завземането на Швейцария от французите и създаването на Хелветската република през 1798 г. Тургау става пълноправен кантон, а Фрауенфелд – негова столица, като това положение се запазва и след възстановяването на Конфедерацията през 1803 г. Между 1808 и 1834 г. градските стени са разрушени. През 1919 г. към града са присъединени съседните общини Лангдорф, Курцдорф, Хубен, Хертен и Хоргенбах, а през 1998 г. – Герликон, Шьонехоф и Целгли.

## Архитектура
- Замъкът Фрауенфелд
- Сградата на кметството

## Икономика
Жп и транспортен възел. Туризъм. Производство на абразиви, медикаменти и измервателни уреди.

## Спорт
Представителният футболен отбор на града носи името ФК Фрауенфелд.

## Личности, родени във Фрауенфелд
- Фридолин Андерверт (1828 – 1880), швейцарски политик
- Алфред Илг (1854 – 1916), швейцарски учен-инженер
- Валтер Рудолф Хес (1881 – 1973), швейцарски физиолог
- Паскал Цубербюлер (р.1971), швейцарски футболен вратар

## Личности, починали във Фрауенфелд
- Алфред Бауер (1911 – 1970), швейцарски политик
- Алфред Хугенбергер (1867 – 1960), швейцарски писател